# Sônia Felipe
Sônia Teresinha Felipe é uma doutora em filosofia moral e teoria política pela Universidade de Konstanz, Alemanha, professora aposentada da graduação e pós-graduação em filosofia, e do doutorado interdisciplinar em ciências humanas da Universidade Federal de Santa Catarina, orientou dissertações e teses nas áreas de teorias da justiça, ética animal e ética ambiental.
Pesquisadora permanente do Centro de Filosofia da Universidade de Lisboa, Membro do Bioethics Institute da Fundação Luso-americana para o Desenvolvimento, autora de, Ética e experimentação animal: fundamentos abolicionistas, Edufsc, 2007, e, Por uma questão de princípios, Boiteux, 2003.

## Obra
Sônia é autora do livro Galactolatria, maudeleite , que expõe os malefícios para a saúde humana provenientes de leites animais. O livro segue as pesquisas do maior estudo de nutrição da atualidade, o The China Study, além de Leite, Alimento ou veneno, que classifica a principal proteína dos leites animais, a caseína, como o maior agente cancerígeno de que se tem conhecimento: Depois veio a leitura da obra mais importante já escrita até hoje, sobre a associação da caseína (proteína do leite) ao câncer, The China Study, escrita por Colin T. Campell & Campell II, e a desmistificação do cálcio contido no leite bovino como remédio contra a osteoporose. 'Justamente esse mal é o que assusta a maior parte das pessoas quando se fala em abolir o consumo de leite', salienta a autora. 

## Vivissecção
Sônia T. Felipe tem sido voz ativa na discussão que ocorre sobre o PL 1.153/95 que busca regular a vivissecção no Brasil, argumentando em favor da visão abolicionista, ou seja, aquela que defende o fim do uso de animais em experimentos biomédicos, testes de toxicidade e para fins didáticos.

## Causa das Doenças
Sônia T. Felipe acredita que a causa de grande parte das doenças do homem é sua dieta. Defende o veganismo a partir de argumentos filosóficos e não filosóficos. Identifica o ser humano como essencialmente herbívoro, questiona os conhecimentos vigentes em fisiologia e nutrição.